# حمله ۲۰۲۰ بازار بورس پاکستان
حمله ۲۰۲۰ بازار بورس پاکستان (به انگلیسی: 2020 Pakistan Stock Exchange attack)
در بامداد روز دوشنبه ۲۹ ژوئن رخ‌داد. چهار مرد مسلح با پرتاب نارنجک و با شلیک و تیراندازی به ساختمان بورس اوراق بهادار کراچی حمله کردند. در جریان این حمله دست‌کم ۷ نفر از جمله چهار نگهبان امنیتی و یک بازرس پلیس کشته و هفت نفر زخمی شدند. هر چهار مهاجم کشته شدند.